# Liliowiec Middendorffa
Liliowiec Middendorffa, lilijka Middendorffa (Hemerocallis middendorffii Trautv. et Mey) — gatunek ozdobnej byliny z rodziny złotogłowowatych. Pochodzi z Azji wschodniej (Syberia, z okolic rzeki Amur) oraz Europy Południowej. W Polsce roślina uprawiana, zakwita w połowie maja.

## Morfologia
PokrójTworzy gęste skupienia wąskich liści spomiędzy, których wyrastają łodygi zakończone kwiatostanem o wysokości do 50 cm.
KłączeKrótkie, mięsiste.
LiścieRównowąskie, odziomkowe.
KwiatyDuże, pachnące, w kolorze jasnożółtym, zebrane po kilka sztuk w dość gęsty kwiatostan. Za dnia w pełni rozwinięte, na noc płatki są skulone.